# Miliusa lanceolata
Miliusa lanceolata är en kirimojaväxtart som beskrevs av Chaowasku och Keßler. Miliusa lanceolata ingår i släktet Miliusa och familjen kirimojaväxter. Inga underarter finns listade i Catalogue of Life.